# Lekkoatletyka na Letnich Igrzyskach Olimpijskich 1988 – bieg na 200 m kobiet
Bieg na 200 metrów kobiet podczas XXIV Letnich Igrzysk Olimpijskich w Seulu rozegrano 28 (eliminacje i ćwierćfinały) i 29 września 1988 (półfinały i finał) na Stadionie Olimpijskim. Zwyciężczynią została reprezentantka Stanów Zjednoczonych Florence Griffith-Joyner, która na tych igrzyskach zwyciężyła również w biegu na 100 metrów i w sztafecie 4 × 100 metrów oraz zdobyła srebrny medal w sztafecie 4 × 400 metrów. Griffith-Joyner poprawiała w półfinale i finale rekord świata uzyskując w finale czas 21,34 s.

## Rekordy

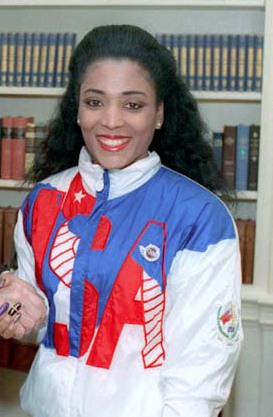
Florence Griffith-Joyner

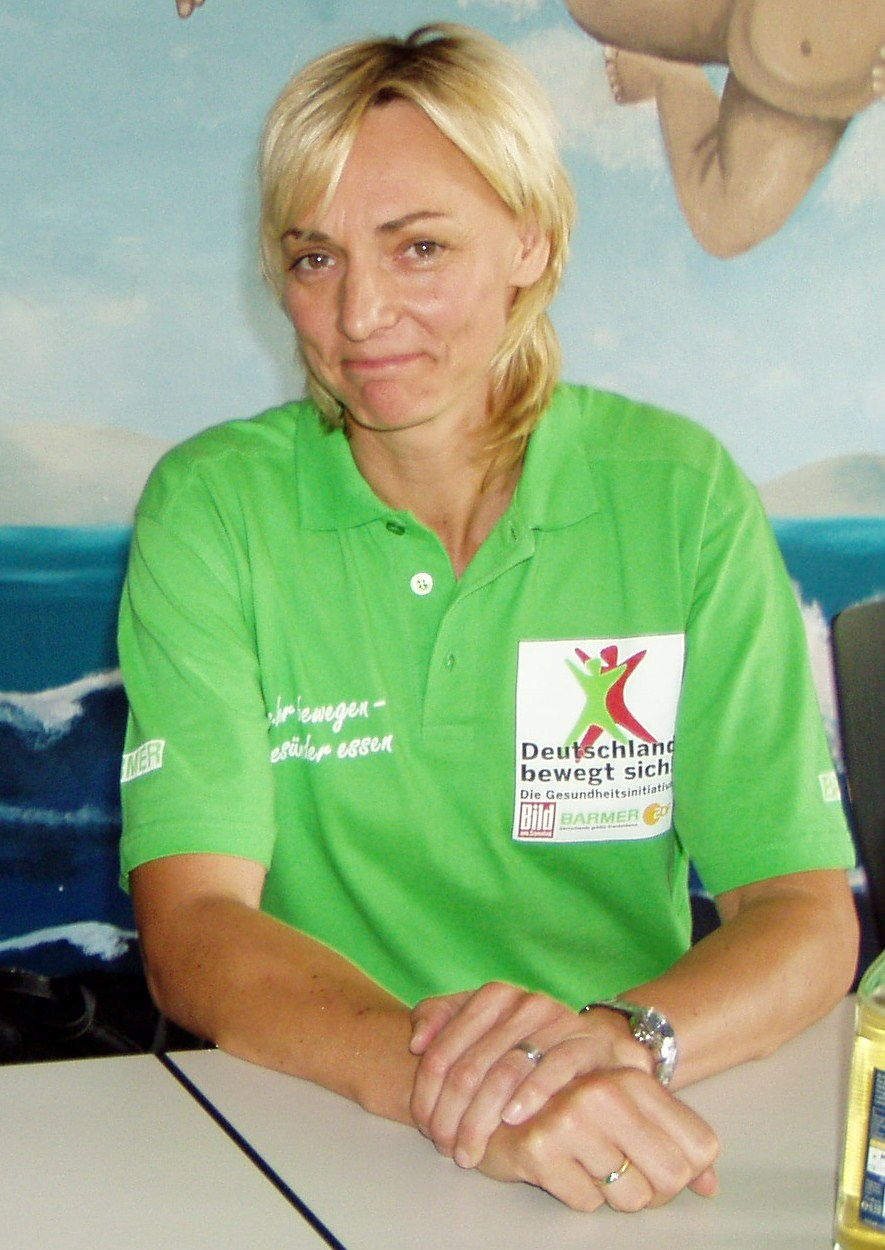
Heike-Drechsler

|                   | Zawodniczka          | Narodowość        | Czas  | Data                  | Miejsce         |
| ----------------- | -------------------- | ----------------- | ----- | --------------------- | --------------- |
| Rekord świata     | Marita Koch          | NRD               | 21,71 | 10 czerwca 1979(dts)  | Karl-Marx-Stadt |
| Rekord świata     | Marita Koch          | NRD               | 21,71 | 21 lipca 1984(dts)    | Poczdam         |
| Rekord świata     | Heike Drechsler      | NRD               | 21,71 | 29 czerwca 1986(dts)  | Jena            |
| Rekord świata     | Heike Drechsler      | NRD               | 21,71 | 29 sierpnia 1986(dts) | Stuttgaer       |
| Rekord olimpijski | Valerie Brisco-Hooks | Stany Zjednoczone | 21,81 | 9 sierpnia 1984(dts)  | Los Angeles     |

## Wyniki
| Poz. - pozycja |
| – rekord świata \| – rekord krajowy \| – rekord życiowy \| = – wyrównany rekord życiowy \| · – najlepszy wynik w sezonie \| = – wyrównany najlepszy wynik w sezonie \| – rekord olimpijski |
| Fn – falstart \| DNF – nie ukończyła \| DNS – nie wystartowała \| DSQ – zdyskwalifikowana                                                                                                  |

### Eliminacje
Rozegrano osiem biegów eliminacyjnych. Do ćwierćfinałów awansowały po trzy najlepsze zawodniczki z każdego biegu (Q) oraz osiem z najlepszymi czasami spośród pozostałych (q).

#### Bieg 1
Wiatr: –0,3 m/s
| Poz. | Zawodniczka      | Narodowość        | Rezultat | Uwagi |
| ---- | ---------------- | ----------------- | -------- | ----- |
| 1    | Heike Drechsler  | NRD               | 22,93    | Q     |
| 2    | Agnieszka Siwek  | Polska            | 23,10    | Q     |
| 3    | Falilat Ogunkoya | Nigeria           | 23,12    | Q     |
| 4    | Angela Williams  | Trynidad i Tobago | 23,76    | q     |
| 5    | Ximena Restrepo  | Kolumbia          | 24,00    |       |
| 6    | Félicite Bada    | Benin             | 25,42    |       |
| 7    | Mariama Ouiminga | Burkina Faso      | 26,08    |       |

#### Bieg 2
Wiatr: +0,9 m/s
| Poz. | Zawodniczka       | Narodowość                           | Rezultat | Uwagi |
| ---- | ----------------- | ------------------------------------ | -------- | ----- |
| 1    | Nadeżda Georgiewa | Bułgaria                             | 22,80    | Q     |
| 2    | Mary Onyali       | Nigeria                              | 22,82    | Q     |
| 3    | Andrea Thomas     | RFN                                  | 22,92    | Q     |
| 4    | Anna Rita Angotzi | Włochy                               | 23,59    | q     |
| 5    | Marina Skordi     | Grecja                               | 24,06    |       |
| 6    | Ruth Morris       | Wyspy Dziewicze Stanów Zjednoczonych | 24,51    |       |
| 7    | Agnes Griffith    | Grenada                              | 24,79    |       |
| 8    | Ng Ka Yee         | Hongkong                             | 25,36    |       |

#### Bieg 3
Wiatr: +1,2 m/s
| Poz. | Zawodniczka       | Narodowość        | Rezultat | Uwagi |
| ---- | ----------------- | ----------------- | -------- | ----- |
| 1    | Galina Malczugina | ZSRR              | 22,85    | Q     |
| 2    | Silke Möller      | NRD               | 23,07    | Q     |
| 3    | Jolanta Janota    | Polska            | 23,40    | Q     |
| 4    | Jocelyn Joseph    | Antigua i Barbuda | 23,57    | q     |
| 5    | Marisa Masullo    | Włochy            | 23,58    | q     |
| 6    | U Yang-ja         | Korea Południowa  | 24,92    |       |
| 7    | Melvina Vulah     | Liberia           | 25,46    |       |
| 8    | Erin Tierney      | Wyspy Cooka       | 26,16    |       |

#### Bieg 4
Wiatr: +0,7 m/s
| Poz. | Zawodniczka                 | Narodowość      | Rezultat | Uwagi |
| ---- | --------------------------- | --------------- | -------- | ----- |
| 1    | Merlene Ottey               | Jamajka         | 23,06    | Q     |
| 2    | Marie-José Pérec            | Francja         | 23,49    | Q     |
| 3    | Silke-Beate Knoll           | RFN             | 23,51    | Q     |
| 4    | Louise Stuart               | Wielka Brytania | 23,61    | q     |
| 5    | Joyce Odhiambo              | Kenia           | 24,26    |       |
| 6    | Oliver Acii                 | Uganda          | 24,39    |       |
| 7    | Judith Diankoléla-Missengué | Kongo           | 25,20    |       |
| 8    | Evelyn Farrell              | Aruba           | 25,74    |       |

#### Bieg 5
Wiatr: +0,7 m/s
| Poz. | Zawodniczka              | Narodowość        | Rezultat | Uwagi |
| ---- | ------------------------ | ----------------- | -------- | ----- |
| 1    | Florence Griffith-Joyner | Stany Zjednoczone | 22,51    | Q     |
| 2    | Katrin Krabbe            | NRD               | 23,14    | Q     |
| 3    | Muriel Leroy             | Francja           | 23,19    | Q     |
| 4    | Regula Aebi              | Szwajcaria        | 23,22    | q     |
| 5    | Zhang Xiaoqiong          | Chiny             | 24,08    |       |
| 6    | Yvette Bonapart          | Surinam           | 24,95    |       |
| 7    | Guilhermina da Cruz      | Angola            | 25,62    |       |

#### Bieg 6
Wiatr: 0,0 m/s
| Poz. | Zawodniczka       | Narodowość    | Rezultat | Uwagi |
| ---- | ----------------- | ------------- | -------- | ----- |
| 1    | Grace Jackson     | Jamajka       | 22,66    | Q     |
| 2    | Maia Azaraszwili  | ZSRR          | 22,98    | Q     |
| 3    | Norfalia Carabalí | Kolumbia      | 23,78    | Q     |
| 4    | Yolande Straughn  | Barbados      | 23,81    |       |
| 5    | Gaily Dube        | Zimbabwe      | 24,42    |       |
| 6    | Yvonne Hasler     | Liechtenstein | 24,91    |       |
| 7    | Aminata Diarra    | Mali          | 25,81    |       |
| –    | Maree Holland     | Australia     | DNS      |       |

#### Bieg 7
Wiatr: +0,6 m/s
| Poz. | Zawodniczka                 | Narodowość        | Rezultat | Uwagi |
| ---- | --------------------------- | ----------------- | -------- | ----- |
| 1    | Gwen Torrence               | Stany Zjednoczone | 22,87    | Q     |
| 2    | Pauline Davis               | Bahamy            | 23,08    | Q     |
| 3    | Kerry Johnson               | Australia         | 23,20    | Q     |
| 4    | Simmone Jacobs              | Wielka Brytania   | 23,47    | q     |
| 5    | Marie-Christine Cazier-Balo | Francja           | 23,50    | q     |
| 6    | Claudia Acerenza            | Urugwaj           | 24,46    |       |
| 7    | Chen Ya-li                  | Chińskie Tajpej   | 25,03    |       |

#### Bieg 8
Wiatr: +0,6 m/s
| Poz. | Zawodniczka               | Narodowość        | Rezultat | Uwagi |
| ---- | ------------------------- | ----------------- | -------- | ----- |
| 1    | Paula Dunn                | Wielka Brytania   | 23,32    | Q     |
| 2    | Maria Magnólia Figueiredo | Brazylia          | 23,71    | Q     |
| 3    | Karin Janke               | RFN               | 23,83    | Q     |
| 4    | Xie Zhiling               | Chiny             | 24,01    |       |
| 5    | Olivette Daruhi           | Vanuatu           | 26,88    |       |
| 6    | Rosa Mbuamangongo         | Gwinea Równikowa  | 31,12    |       |
| –    | Pam Marshall              | Stany Zjednoczone | DNF      |       |

### Ćwierćfinały
Rozegrano cztery biegi ćwierćfinałowe. Do półfinałów awansowały po cztery najlepsze zawodniczki z każdego biegu.

#### Bieg 1
Wiatr: +0,7 m/s
| Poz. | Zawodniczka                 | Narodowość        | Rezultat | Uwagi |
| ---- | --------------------------- | ----------------- | -------- | ----- |
| 1    | Florence Griffith-Joyner    | Stany Zjednoczone | 21,76    | Q,    |
| 2    | Maia Azaraszwili            | ZSRR              | 22,37    | Q     |
| 3    | Heike Drechsler             | NRD               | 22,38    | Q     |
| 4    | Regula Aebi                 | Szwajcaria        | 22,88    | Q,    |
| 5    | Kerry Johnson               | Australia         | 23,01    |       |
| 6    | Silke-Beate Knoll           | RFN               | 23,15    |       |
| 7    | Angela Williams             | Trynidad i Tobago | 23,48    |       |
| 8    | Marie-Christine Cazier-Balo | Francja           | 23,63    |       |

#### Bieg 2
Wiatr: +0,7 m/s
| Poz. | Zawodniczka       | Narodowość        | Rezultat | Uwagi |
| ---- | ----------------- | ----------------- | -------- | ----- |
| 1    | Gwen Torrence     | Stany Zjednoczone | 22,25    | Q     |
| 2    | Merlene Ottey     | Jamajka           | 22,30    | Q     |
| 3    | Nadeżda Georgiewa | Bułgaria          | 22,60    | Q     |
| 4    | Katrin Krabbe     | NRD               | 22,67    | Q     |
| 5    | Falilat Ogunkoya  | Nigeria           | 22,88    |       |
| 6    | Anna Rita Angotzi | Włochy            | 23,33    |       |
| 7    | Jolanta Janota    | Polska            | 23,34    |       |
| 8    | Louise Stuart     | Wielka Brytania   | 23,59    |       |

#### Bieg 3
Wiatr: +0,3 m/s
| Poz. | Zawodniczka       | Narodowość        | Rezultat | Uwagi |
| ---- | ----------------- | ----------------- | -------- | ----- |
| 1    | Grace Jackson     | Jamajka           | 22,24    | Q     |
| 2    | Andrea Thomas     | RFN               | 22,84    | Q     |
| 3    | Silke Möller      | NRD               | 22,86    | Q     |
| 4    | Paula Dunn        | Wielka Brytania   | 23,04    | Q     |
| 5    | Muriel Leroy      | Francja           | 23,22    |       |
| 6    | Marisa Masullo    | Włochy            | 23,52    |       |
| 7    | Jocelyn Joseph    | Antigua i Barbuda | 23,59    |       |
| 8    | Norfalia Carabalí | Kolumbia          | 23,96    |       |

#### Bieg 4
Wiatr: –0,5 m/s
| Poz. | Zawodniczka               | Narodowość      | Rezultat | Uwagi |
| ---- | ------------------------- | --------------- | -------- | ----- |
| 1    | Galina Malczugina         | ZSRR            | 22,77    | Q     |
| 2    | Mary Onyali               | Nigeria         | 22,89    | Q     |
| 3    | Pauline Davis             | Bahamy          | 22,92    | Q     |
| 4    | Agnieszka Siwek           | Polska          | 22,96    | Q     |
| 5    | Simmone Jacobs            | Wielka Brytania | 23,38    |       |
| 6    | Maria Magnólia Figueiredo | Brazylia        | 23,67    |       |
| 7    | Karin Janke               | RFN             | 23,87    |       |
| 8    | Marie-José Pérec          | Francja         | 24,22    |       |

### Półfinały
Rozegrano dwa biegi półfinałowe. Do finału awansowały po cztery najlepsze zawodniczki z każdego biegu.

#### Bieg 1
Wiatr: +1,7 m/s
| Poz. | Zawodniczka              | Narodowość        | Rezultat | Uwagi |
| ---- | ------------------------ | ----------------- | -------- | ----- |
| 1    | Florence Griffith-Joyner | Stany Zjednoczone | 21,56    | Q,    |
| 2    | Merlene Ottey            | Jamajka           | 22,07    | Q     |
| 3    | Silke Möller             | NRD               | 22,15    | Q     |
| 4    | Maia Azaraszwili         | ZSRR              | 22,33    | Q     |
| 5    | Mary Onyali              | Nigeria           | 22,43    |       |
| 6    | Katrin Krabbe            | NRD               | 22,59    |       |
| 7    | Pauline Davis            | Bahamy            | 22,67    |       |
| 8    | Andrea Thomas            | RFN               | 22,91    |       |

#### Bieg 2
Wiatr: +1,8 m/s
| Poz. | Zawodniczka       | Narodowość        | Rezultat | Uwagi |
| ---- | ----------------- | ----------------- | -------- | ----- |
| 1    | Grace Jackson     | Jamajka           | 22,13    | Q     |
| 2    | Heike Drechsler   | NRD               | 22,27    | Q     |
| 3    | Gwen Torrence     | Stany Zjednoczone | 22,53    | Q     |
| 4    | Galina Malczugina | ZSRR              | 22,55    | Q     |
| 5    | Nadeżda Georgiewa | Bułgaria          | 22,67    |       |
| 6    | Paula Dunn        | Wielka Brytania   | 23,14    |       |
| 7    | Agnieszka Siwek   | Polska            | 23,20    |       |
| 8    | Regula Aebi       | Szwajcaria        | 23,33    |       |

### Finał
Wiatr: +1,3 m/s
| Poz. | Zawodniczka              | Narodowość        | Rezultat | Uwagi |
| ---- | ------------------------ | ----------------- | -------- | ----- |
| 1    | Florence Griffith-Joyner | Stany Zjednoczone | 21,34    | [ 1 ] |
| 2    | Grace Jackson            | Jamajka           | 21,72    | [ 5 ] |
| 3    | Heike Drechsler          | NRD               | 21,95    |       |
| 4    | Merlene Ottey            | Jamajka           | 21,99    |       |
| 5    | Silke Möller             | NRD               | 22,09    |       |
| 6    | Gwen Torrence            | Stany Zjednoczone | 22,17    |       |
| 7    | Maia Azaraszwili         | ZSRR              | 22,33    |       |
| 8    | Galina Malczugina        | ZSRR              | 22,42    |       |